# Анхиорнис
Анхиорнисът (Anchiornis huxleyi) е изчезнал вид, малък, пернат динозавър от семейство Archaeopterygidae, единствен представител на род анхиорниси (Anchiornis). Той е кръстен в чест на Томас Хъксли, ранен привърженик на биологичната еволюция, и един от първите, открили еволюционната връзка между птиците и динозаврите.
Вкаменелости на анхиорнис са били открити в Ляонин, Китай, в скали от края на юрския период от преди около 160 млн. години.

## Описание
Анхиорнисите са били малки динозаври с триъгълен череп и много дълги крака, индикация, че са били добри бегачи. Въпреки това, големите пера на краката показват, че това може да е атрофирала черта. Предните крайници са били също много дълги.
Били са големи около 34 – 40 cm и са имали тегло към 110 – 250 грама.
Повечето от перата по тялото на анхиорнисът са били оцветени в сиво и черно. Гребенът от пера разположени на главата са били червеникаво-ръждиви със сива основа. Останалите пера разположени по главата са били главно черни. Перата по крайниците и опашката са били бели с черни връхчета.